# Café cantante

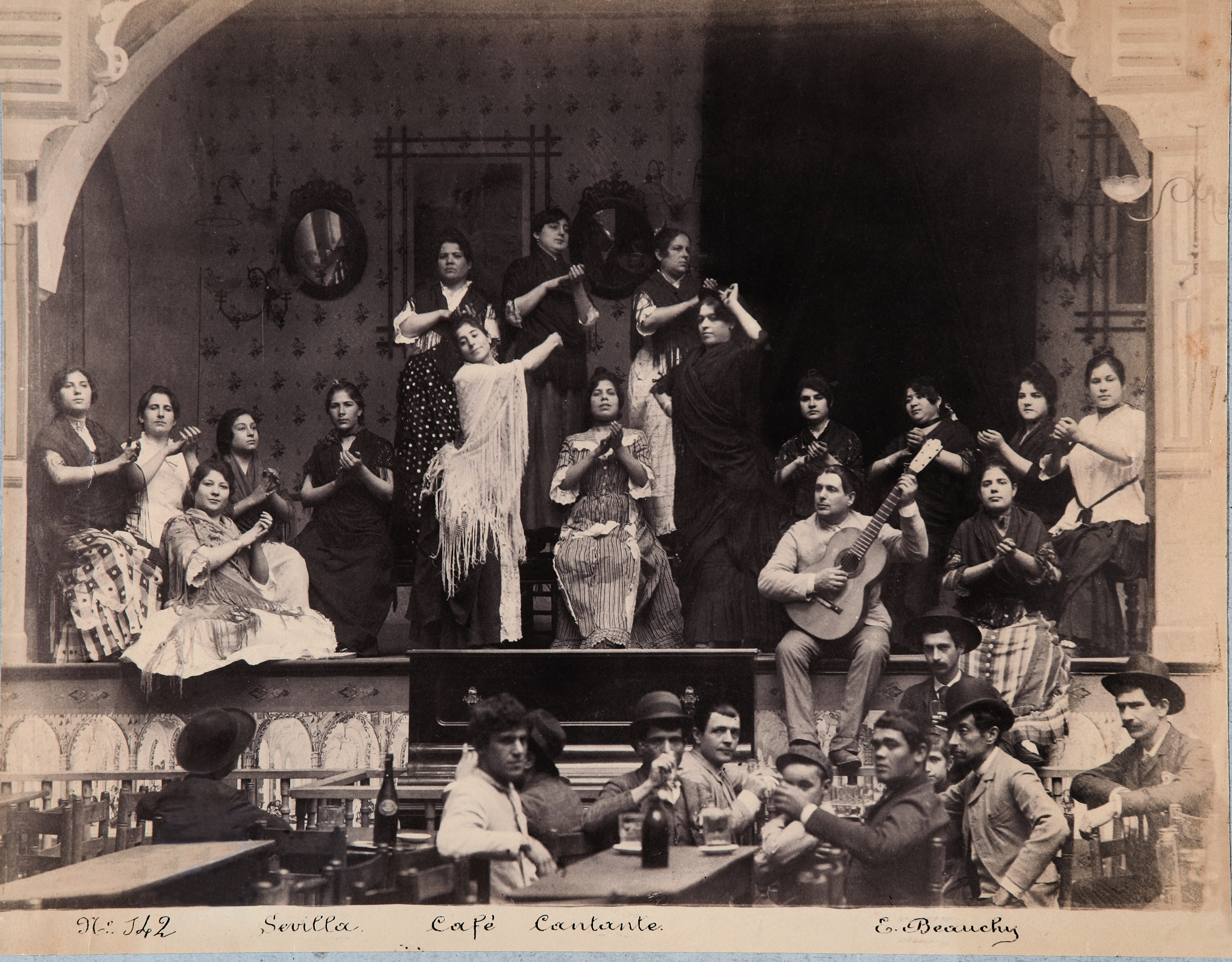
Fotografía de Emilio Beauchy, un café cantante de Sevilla, hacia el año 1888.

Café cantante, se llamó en España a los locales de ocio que complementaban el servicio propio de un café con la puesta en escena de espectáculos populares, bien «frívolos o ligeros», aunque en su mayoría de cante, toque y baile flamenco. Tuvieron especial auge en capitales españolas como Sevilla, Madrid o Barcelona a partir de mediados del siglo xix y fueron relevados a partir de la década de 1960 por los tablaos flamencos. En general, eran salones amplios con servicio de mesa, decorados con espejos, cuadros o carteles costumbristas o taurinos, y un pequeño escenario  tablao de madera donde los artistas ofrecían sus espectáculos.

## Historia

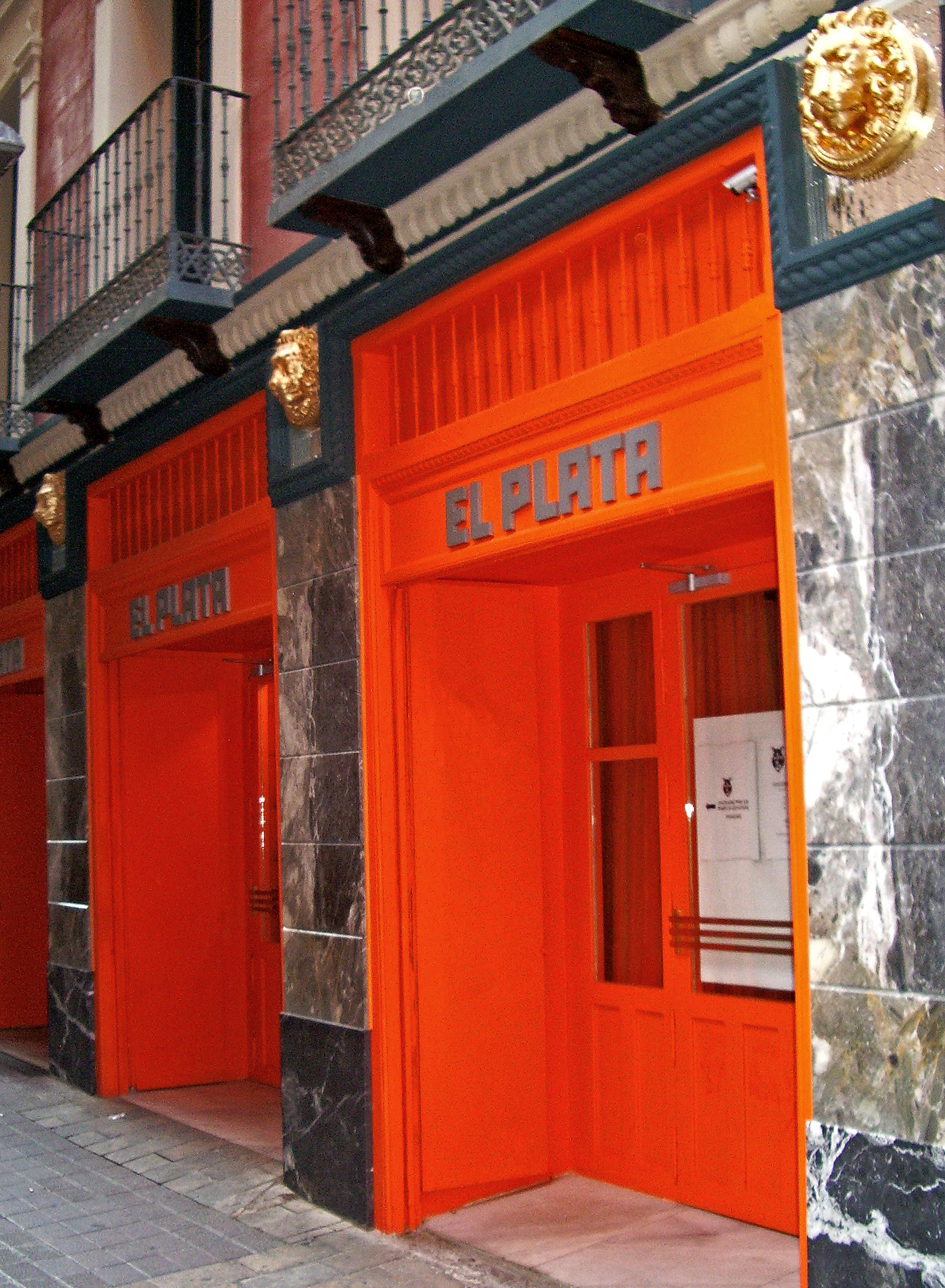
Fachada de «El Plata» en Zaragoza.

Los primeros cafés cantantes comenzaron a implantarse en las principales ciudades de Andalucía y en Madrid a partir del año 1846. Uno de los más antiguos cafés cantantes documentados es el que abrió en Sevilla en 1870 el cantaor Silverio Franconetti tras muchos años de viaje por América. Madrid fue pródiga en establecimientos de este tipo, de los que llegó a haber más de cincuenta cafés cantantes abiertos simultáneamente.
De los cafés cantantes surgieron algunas de las figuras del flamenco más destacadas de todos los tiempos: Tomás el Nitri, Antonio Chacón, Enrique el Mellizo, La Niña de los Peines y muchos otros que hoy están considerados figuras históricas del cante flamenco.
A mediados de la década de 1920, los cafés cantantes empezaron a cerrar sus puertas. Los artistas flamencos, algunos de ellos ya de fama internacional, empezaban a ofrecer sus espectáculos en teatros; salas con mejores medios y acústica para las actuaciones y que además alejaban al flamenco del aire marginal que había padecido. El fin de la época de los cafés cantantes limita directamente con la etapa que comenzaba en el mundo flamenco: la Ópera flamenca.
Muchos locales de ocio nocturno continúan respetando la estructura básica del café cantante, si bien la mayoría lo hacen acogiendo géneros artísticos ajenos al flamenco y sí a artistas noveles que pueden de este modo darse a conocer en salas de público reducido. Muchas de las peñas flamencas (locales creados por un número limitado de socios para el fomento del flamenco) continúan habilitando locales que reproducen la estética básica del café cantante.

## Trascendencia en el flamenco

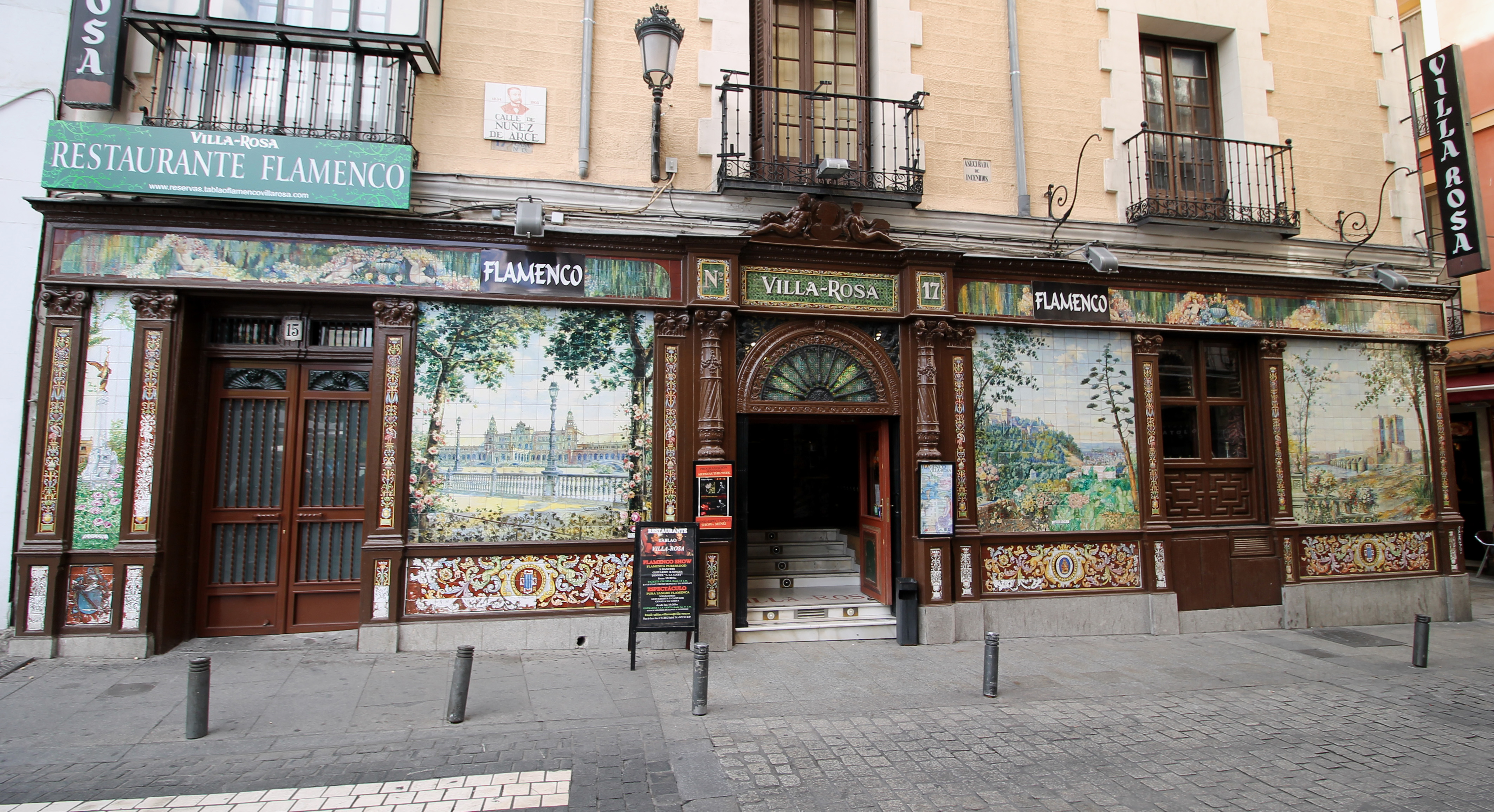
Fachada principal de Villa Rosa en el n.º 17 de la calle de Núñez de Arce, junto a la plaza de Santa Ana, en el casco histórico de Madrid.

Los cafés cantantes supusieron un cambio significativo en la forma en que este arte era transmitido. Anteriormente, los espectáculos flamencos se producían, bien en entornos familiares, bien en reuniones muy restringidas a un público concreto, bien en improvisados cantes en ventas y tabernas. Por regla general, eran las familias de las clases pudientes las que solían contratar artistas flamencos para amenizar sus fiestas. A partir de la apertura de los cafés cantantes, el flamenco pudo abrirse al público en general, lo que le reportó una mayor presencia en la sociedad, además de acercar a un importante número de aficionados al conocimiento del arte del flamenco. También jugaron un papel fundamental en la profesionalización del cante, ya que la existencia de estas salas permitió a algunos cantaores dedicarse al flamenco de forma exclusiva, entrando en competencia pública con otros cantaores.
La exhibición de este arte en un foro común permitió una cierta unificación de los estándares, concretando la estructura de los cantes, las formas del toque, y desechando modos e instrumentos como la pandereta o el violín. De hecho, algunos críticos flamencos consideran que la etapa de los cafés cantantes significó la creación del flamenco tal como se conoce hoy en día: palos, toques, bailes, estilos... según estos críticos, todo lo creado después de esta época no entra dentro de la ortodoxia del flamenco.